# The Tornado (film fra 1917)
The Tornado er en amerikansk stumfilm fra 1917 af John Ford.

## Medvirkende
- John Ford som Jack Dayton
- Jean Hathaway
- Peter Gerald som Pendleton
- Elsie Thornton som Bess
- Duke Worne som Lesparre